# Annikeris
Annikeris (altgriechisch Ἀννίκερις Anníkeris, latinisiert Anniceris; * im 4. Jahrhundert v. Chr. in Kyrene; † im 3. Jahrhundert v. Chr.) war ein griechischer Philosoph der Antike. Man zählt ihn zur Richtung der Kyrenaiker.
Falls es welche gab, sind seine Schriften verloren; erhalten sind lediglich einige antike Berichte über Annikeris' Leben und Lehre.

## Überlieferung
Die wichtigsten Quellen sind der antike Philosophiehistoriker Diogenes Laertios und Clemens von Alexandria, weitere Berichte findet man bei Strabon und in der Suda (Lexikon aus dem 9. Jahrhundert).

## Leben
Die Lebensdaten des aus Kyrene stammenden Annikeris' sind unbekannt, aus antiken Zeugnissen kann jedoch geschlossen werden, dass er wohl im 4. Jahrhundert v. Chr. geboren worden und im 3. gestorben sein muss. Er war vermutlich Schüler des Philosophen Paraibates und Lehrer eines gewissen Poseidonios. Fehlinformationen dürften sein, dass er zur Zeit Alexanders des Großen gelebt habe, dass er Epikureer geworden sei und die bei Diogenes Laertios überlieferte Geschichte, dass er den in Sklaverei geratenen Platon freigekauft haben soll. Möglicherweise handelte es sich bei letzterer Begebenheit um einen Namensvetter.

## Lehre
Siehe auch: Lehre der Kyrenaiker
Falls Annikeris Schriften verfasst hat – es sind keine Nachrichten dazu überliefert –, sind sie verloren gegangen. Die Beiträge der verschiedenen Kyrenaiker zur kyrenaischen Lehre sind in einigen Fällen nur schwer und oft überhaupt nicht auseinanderzuhalten, da in den antiken Berichten nicht selten von „den Kyrenaikern“ insgesamt die Rede ist. Hier sind die Ansichten dargestellt, die ausdrücklich Annikeris zugeschrieben werden.
Die Lust als Ziel jeder Handlung
Wie für die frühen Kyrenaiker war auch für Annikeris die Lust (hēdonḗ) das Ziel (télos). Er vertrat dabei die Ansicht, dass dieses Ziel nicht allgemein für das Leben insgesamt gelten könne, sondern dass die Lust Ziel einer jeden einzelnen Handlung sei. Um im alltäglichen Leben konsequent dieser Einsicht gemäß zu handeln, genügt diese Einsicht aber nicht: Es müssen auch Mut und Gewöhnung hinzukommen.
Der von Lust und Schmerz freie Zustand
Bereits die frühen Kyniker hatten von einem Zustand gesprochen, der frei von Lust und Schmerz sei. Annikeris vergleicht diesen Zustand mit dem eines Toten. Möglicherweise handelt es sich bei diesem Vergleich um eine nicht ganz ernst gemeinte Spitze gegen Epikur, nach dessen Auffassung der Zustand größter Lust der von jeder Bewegung freie Zustand der Beseitigung alles Schmerzenden wäre; wohingegen für die Kyrenaiker Lust eine Bewegung war.
Seelische Lust
Neben der körperlichen Lust gibt es nach Annikeris auch rein seelische Lustempfindungen. Solche können aus dem Umgang mit anderen Menschen oder aus ehrgeizigen Bestrebungen entstehen. Etwa können Freundschaft, Dankbarkeit, Achtung vor den Eltern und politische Aktivitäten zu seelischen Lustempfindungen führen. Die früheren Kyrenaiker gestanden diesen Dingen nur insofern einen Wert zu, als sie ein Mittel sein können, zu körperlicher Lust zu gelangen. Diogenes Laertios weist allerdings darauf hin, dass für Annikeris nicht etwa das Glück von Freunden an sich erstrebenswert sei, sondern die eigenen seelischen Lustempfindungen, die aus dem Glück eines Freundes entstehen.